# Jeanne Bertrand
Jeanne J. Bertrand (Anhera de Devolui, 26 de setembre de 1880 - 28 d'octubre de 1957) fou una fotògrafa i escultora francesa.
Se sap que va viure amb la fotògrafa Vivian Maier, a Boston, al voltant de 1930, i possiblement hi va influir per desvetllar-li l'interès per la fotografia.

## Biografia
La seva família va emigrar a Nova York el 1893 i es va establir a Torrington, Connecticut. Jeanne Bertrand començà treballant en una fàbrica d'agulles, després per a un fotògraf. Jeanne Bertrand va tenir els honors de la primera pàgina de l'edició del 23 d'agost de 1902 del Boston Globe, el principal diari de Boston, amb un llarg article que elogiava el seu jove talent com a fotògrafa, acompanyat amb la seva fotografia i dos retrats que havia fet.
Va estudiar escultura a Nova York amb Cartaino di Scarrino Pietro (1885-1918).